# XXVIII LCFA Senior
La XXVIII LCFA Senior è la 28ª edizione del campionato di football americano, organizzato dalla FCFA. È uno dei campionati validi per la LNFA Serie C 2016.

## Squadre partecipanti
| Club                              | Città                  | Stadio | Sponsor ufficiale | Risultato nella stagione 2015 |
| --------------------------------- | ---------------------- | ------ | ----------------- | ----------------------------- |
| Argentona Bocs                    | Argentona              |        |                   |                               |
| Barcelona Pagesos                 | Barcellona             |        |                   |                               |
| Barcelona Uroloki                 | Barcellona             |        |                   |                               |
| Salou Almogàvers                  | Salou                  |        |                   |                               |
| Salt Falcons/ Vall d'Aro Senglars | Salt                   |        |                   |                               |
| Terrassa Reds                     | Terrassa               |        |                   |                               |
| Torrelles Legends                 | Torrelles de Llobregat |        |                   |                               |
| Vilafranca Eagles                 | Vilafranca del Penedès |        |                   |                               |

## Stagione regolare

### Calendario

#### 1ª giornata
| 8 novembre 2015, ore 17:00 | Salou Almogàvers | 20 – 30 referto | Barcelona Uroloki |  |

#### 2ª giornata
| 14 novembre 2015, ore 15:30 | Barcelona Pagesos | 37 – 7 referto | Torrelles Legends |  |

| 15 novembre 2015, ore 11:30 | Vilafranca Eagles | 14 – 29 referto | Salt Falcons/ Vall d'Aro Senglars |  |

| 15 novembre 2015, ore 19:00 | Terrassa Reds | 7 – 40 referto | Argentona Bocs |  |

#### 3ª giornata
| 29 novembre 2015, ore 12:00 | Torrelles Legends | 17 – 9 referto | Salou Almogàvers |  |

| 29 novembre 2015, ore 12:30 | Vilafranca Eagles | 48 – 19 referto | Barcelona Pagesos |  |

| 29 novembre 2015, ore 14:30 | Barcelona Uroloki | 6 – 12 referto | Terrassa Reds |  |

| 29 novembre 2015, ore 17:00 | Salt Falcons /Vall d'Aro Senglars | 13 – 45 referto | Argentona Bocs |  |

#### 4ª giornata
| 13 dicembre 2016, ore 12:00 | Torrelles Legends | 26 – 58 referto | Vilafranca Eagles |  |

| 13 dicembre 2016, ore 16:30 | Terrassa Reds | 8 – 25 referto | Salt Falcons/ Vall d'Aro Senglars |  |

| 13 dicembre 2016, ore 17:00 | Argentona Bocs | 73 – 0 referto | Salou Almogàvers |  |

#### 5ª giornata
| 20 dicembre 2016, ore 14:30 | Barcelona Uroloki | 14 – 8 referto | Barcelona Pagesos |  |

#### 6ª giornata
| 16 gennaio 2016, ore 15:00 | Barcelona Pagesos | 13 – 34 referto | Salt Falcons/ Vall d'Aro Senglars |  |

| 17 gennaio 2016, ore 11:30 | Vilafranca Eagles | 7 – 22 referto | Argentona Bocs |  |

| 17 gennaio 2016, ore 12:00 | Torrelles Legends | 12 – 33 referto | Barcelona Uroloki |  |

| 17 gennaio 2016, ore 17:00 | Salou Almogàvers | 0 – 46 referto | Terrassa Reds |  |

#### 7ª giornata
| 31 gennaio 2016, ore 12:00 | Salt Falcons /Vall d'Aro Senglars | 48 – 6 referto | Salou Almogàvers |  |

| 31 gennaio 2016, ore 14:30 | Barcelona Uroloki | 13 – 9 referto | Vilafranca Eagles |  |

| 31 gennaio 2016, ore 16:30 | Terrassa Reds | 6 – 13 referto | Barcelona Pagesos |  |

| 31 gennaio 2016, ore 17:00 | Argentona Bocs | 42 – 0 referto | Torrelles Legends |  |

#### 8ª giornata
| 13 febbraio 2016, ore 15:00 | Barcelona Pagesos | 0 – 13 referto | Argentona Bocs |  |

#### 9ª giornata
| 14 febbraio 2016, ore 12:00 | Torrelles Legends | 2 – 54 referto | Terrassa Reds |  |

| 14 febbraio 2016, ore 17:00 | Salou Almogàvers | 0 – 32 referto | Vilafranca Eagles |  |

#### 10ª giornata
| 21 febbraio 2016, ore 14:30 | Barcelona Uroloki | 14 – 11 referto | Salt Falcons/ Vall d'Aro Senglars |  |

#### 11ª giornata
| 27 febbraio 2016, ore 15:00 | Barcelona Pagesos | 35 – 9 referto | Salou Almogàvers |  |

| 28 febbraio 2016, ore 11:30 | Vilafranca Eagles | 15 – 34 referto | Terrassa Reds |  |

| 28 febbraio 2016, ore 17:00 | Salt Falcons /Vall d'Aro Senglars | 47 – 7 referto | Torrelles Legends |  |

| 28 febbraio 2016, ore 17:00 | Argentona Bocs | 42 – 0 referto | Barcelona Uroloki |  |

### Classifica
La classifica della regular season è la seguente:
- PCT = percentuale di vittorie, G = partite giocate, V = partite vinte,  P = partite perse, PF = punti fatti, PS = punti subiti

| Pos. | Squadra                           | PCT   | G | V | N | P | PF  | PS  |
| ---- | --------------------------------- | ----- | - | - | - | - | --- | --- |
| 1    | Argentona Bocs                    | 1.000 | 7 | 7 | 0 | 0 | 277 | 27  |
| 2    | Barcelona Uroloki                 | .714  | 7 | 5 | 0 | 2 | 119 | 94  |
| 3    | Salt Falcons/ Vall d'Aro Senglars | .714  | 7 | 5 | 0 | 2 | 207 | 107 |
| 4    | Terrassa Reds                     | .571  | 7 | 4 | 0 | 3 | 167 | 101 |
| 5    | Vilafranca Eagles                 | .429  | 7 | 3 | 0 | 4 | 183 | 143 |
| 6    | Barcelona Pagesos                 | .429  | 7 | 3 | 0 | 4 | 125 | 131 |
| 7    | Torrelles Legends                 | .143  | 7 | 1 | 0 | 6 | 71  | 280 |
| 8    | Salou Almogàvers                  | .000  | 7 | 0 | 0 | 7 | 24  | 290 |

## Playoff

### Tabellone
|  | Semifinali | Semifinali                        | Semifinali |                                   |   | Finale        | Finale | Finale |  |
|  |            |                                   |            |                                   |   |               |        |        |  |
|  | 1          | Argentona Bocs                    | 6          |                                   |   |               |        |        |  |
|  | 1          | Argentona Bocs                    | 6          |                                   |   |               |        |        |  |
|  | 4          | Terrassa Reds                     | 7          |                                   |   |               |        |        |  |
|  | 4          | Terrassa Reds                     | 7          |                                   | 4 | Terrassa Reds | 8      |        |  |
|  |            |                                   |            |                                   | 4 | Terrassa Reds | 8      |        |  |
|  |            |                                   | 3          | Salt Falcons/ Vall d'Aro Senglars | 7 |               |        |        |  |
|  | 3          | Salt Falcons/ Vall d'Aro Senglars | 3          | Salt Falcons/ Vall d'Aro Senglars | 7 | 21            |        |        |  |
|  | 3          | Salt Falcons/ Vall d'Aro Senglars |            |                                   |   |               |        |        |  |
|  | 2          | Barcelona Uroloki                 | 7          |                                   |   |               |        |        |  |

### Semifinali
| 20 marzo 2016, ore 17:00 | Argentona Bocs | 6 – 7 referto | Terrassa Reds |  |

| 20 marzo 2016, ore 18:00 | Barcelona Uroloki | 7 – 21 referto | Salt Falcons/ Vall d'Aro Senglars |  |

### XXVIII Final de la LCFA
| 16 aprile 2016, ore 17:00 | Salt Falcons /Vall d'Aro Senglars | 7 – 8 referto | Terrassa Reds |  |

## Verdetti
- Terrassa Reds Campioni della LCFA (2º titolo)